# Paul Plishka
Paul Peter Plishka (ur. 28 sierpnia 1941 w Old Forge w stanie Pensylwania, zm. 3 lutego 2025 w Wilmington) – amerykański śpiewak operowy pochodzenia ukraińskiego, bas.

## Życiorys
Studiował w Montclair State College w New Jersey. W latach 1961–1966 był stażystą Paterson Lyric Opera Theatre. Od 1965 roku występował z zespołem objazdowym Metropolitan Opera National Company, występując jako Bartolo w Weselu Figara Mozarta i Colline w Cyganerii Pucciniego. W 1967 roku debiutował na deskach nowojorskiej Metropolitan Opera rolą Mnicha w Giocondzie Amilcare Ponchiellego. W 1974 roku wystąpił w mediolańskiej La Scali w Potępieniu Fausta Hectora Berlioza. W 1991 roku w San Francisco kreował rolę Kutuzowa w Wojnie i pokoju Siergieja Prokofjewa. W 1993 roku wystąpił w Seattle jako Filip II w Don Carlosie Giuseppe Verdiego.
Kreował m.in. role Leporella w Don Giovannim, Króla Marka w Tristanie i Izoldzie, Orowista w Normie, Borysa Godunowa w Borysie Godunowie. Sławę przyniosły mu nagrania płytowe z operami Anna Boleyn Donizettiego, Norma i Purytanie Belliniego, Faust Gounoda i Falstaff Verdiego.